# كمال الرياحي

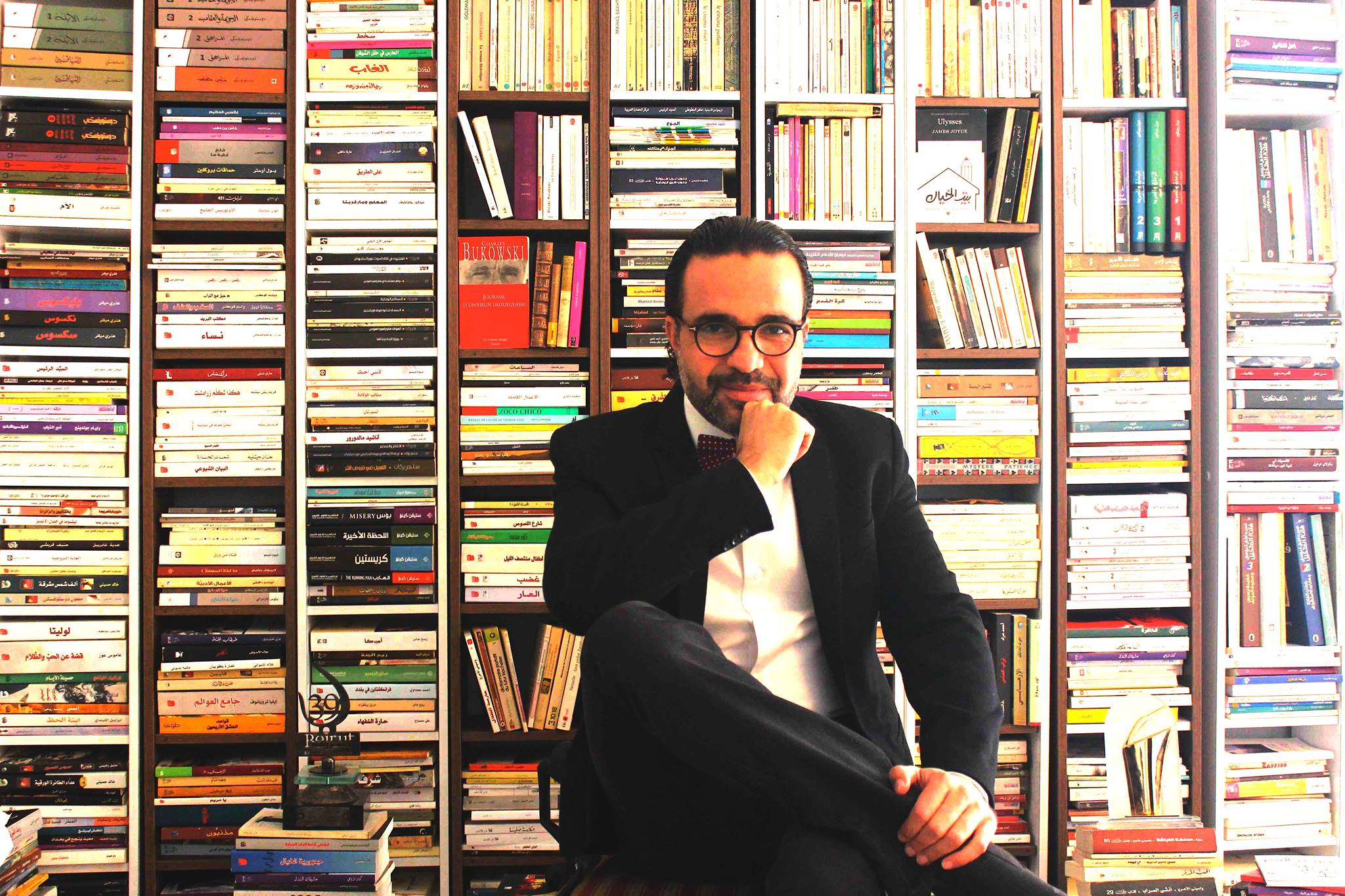
كمال الرياحي

كمال الرياحي، ولد في 16 مايو 1974 في العروسة في تونس، هو روائي وإعلامي ثقافي تونسي، عُيِّن مديرا لبيت تونس للرواية منذ 1 مارس 2018، وقبلها كان مدير دار الثقافة ابن خلدون المغاربية منذ يناير 2014. هاجر إلى كندا سنة 2021 . درّس منذ 2021 - 2022 الكتابة الإبداعية في جامعة كارلتون في أوتاوا و2022 - 2023 الكتابة عن الذات (السيرة الذاتية وفن اليوميات) بجامعة تورنتو في كندا، عضو رابطة القلم الكندية Pen Canada منذ سنة 2021. يقدم ورشات كتابة ابداعية في الأدب والسينما بالتعاون مع الجامعات والمؤسسات الثقافية الكندية. أسس بالتوازي القسم العربي من مهرجان تورنتو الدولي للمؤلفين سنة 2023 بكندا.

## السيرة الذاتية
ترأس الرياحي قسم الترجمة بالمعهد العالي العربي للترجمة (الجزائر) التابع لجامعة الدول العربية، قبل أن يعود لتونس في 2010 ليلتحق بوزارة الثقافة التونسية.
إعلاميا، كان رئيس تحرير جريدة الواشنطوني العربي في واشنطن بين 2008 و2010، وكان أيضا محررا بمواقع أنترنت الجزيرة الوثائقية والجزيرة.نت وكذلك بجريدة الرأي الأردنية ومجلة دبي الثقافية ومجلة الدوحة الثقافية.
أسس الرياحي عدة نوادي أدبية وثقافية وهي: ناس الديكامرون، نهج السرد، الحلبة السردية، راعي النجوم، بيت الخيال. 
في 27 يناير 2014، عين كمال الرياحي مديرا لدار الثقافة ابن خلدون المغاربية. وفي 1 مارس 2018، عين مديرا لبيت تونس للرواية في مدينة الثقافة في تونس العاصمة، ويذكر أن الرياحي كان يحمل فكرة إنشاء بيت تونس للرواية منذ 2011. واُختير في 2021 مع الإعلامية اللبنانية نادية مصري ليكونا كاتبين مقيمين في قسم اللغة الإنجليزية في جامعة كارلتون في أوتاوا لعامي 2021 و2022. ثم انضم إلى جامعة تورنتو سنة 2023 محاضر ضيف يدروس فن اليوميات وأدب الكتابة عن الذات .
يقدم ورشات في الكتابة الأدبية وكتابة السيناريو في تورنتو بالتعاون مع مؤسسات ثقافية كندية

## الحياة الشخصية
متزوج منذ 2016 بالإعلامية اللبنانية نادية المصري وله 3 أبناء هم هارون وليزا وكريم.

## المؤلفات
روايات
- 2006: المشرط، دار الجنوب للنشر، تونس العاصمة، 177 صفحة (ردمك 9789973844606). (طبعة ثانية في 2012 من دار الساقي في بيروت). ترجمت إلى الإيطالية والعبرية.[12]
- 2011: الغوريلا، دار الساقي، بيروت، 192 صفحة (ردمك 9781855168114). ترجم بعضها الإنجليزية والفرنسية الإيطالية والعبرية
- 2015: عشيقات النذل، دار الساقي، بيروت، 192 صفحة (ردمك 9786144258293).
- 2020: البيريتا يكسب دائما، منشورات المتوسط، ميلانو، (ترجمت فصول منها إلى الإنجليزية )

أخرى
- 1999: نوارس الذاكرة (مجموعة قصصية)، تونس العاصمة (ردمك 9789973312211) (ترجم بعضها للفرنسية).
- 2001: سرق وجهي (قصص وشعر)، 124 صفحة (ردمك 9973301498).(ترجم بعضها للسويدية )
- 2005: حركة السرد الروائي ومناخاته (دراسة نقدية)، دار المجدلاوي للنشر والتوزيع، مدينة عمَّان، 164 صفحة (ردمك  9789957021955).
- 2009:
  - (بالفرنسية) Ainsi parlait Philippe Lejeune، دار نشر Travelling، تونس العاصمة (ردمك 9789973006745)
  - (بالعربية) هكذا تحدث فيليب لوجون، الشركة التونسية للنشر وتنمية فنون الرسم، تونس العاصمة (ردمك 9789973006745).
- 2009: الكتابة الروائية عند واسيني الأعرج، منشورات كارم الشريف، تونس العاصمة، 230 صفحة (ردمك 9789938802009).
- 2015: نصر حامد أبو زيد: التفكير في وجه التكفير (حوار)، دار كارم الشريف، تونس العاصمة.
- 2018: واحد صفر للقتيل(يوميات)، منشورات المتوسط، ميلانو، إيطاليا
- 2018: فن الرواية، الجزائر تقرأ، الجزائر
- 2019: فن الرواية، سوتيميديا، تونس
- 2023: فرنكشتاين تونس، دار الكتاب، ر.د.م.ك 973-9938-3302-5-0 [13]
- 2024: الرواية تموت أم تترنح؟، دار النهضة العربية، بيروت 2024
- https://atlanticarabictv.ca/%D8%A7%D9%84%D8%B1%D9%88%D8%A7%D9%8A%D8%A9-%D8%AA%D9%85%D9%88%D8%AA-%D8%A3%D9%85-%D8%AA%D8%AA%D8%B1%D9%86%D8%AD%D8%9F-%D9%83%D8%AA%D8%A7%D8%A8-%D8%AC%D8%AF%D9%8A%D8%AF-%D9%84%D9%83%D9%85%D8%A7%D9%84/
- 2025. لا ترفعوا هذه الجثامين، مرفأ للثقافة والنشر، بيروت ، اسطنبول. 2025 ر.د.م. ك 9786259771960 https://www.abjjad.com/book/3152314377/%D9%84%D8%A7-%D8%AA%D8%B1%D9%81%D8%B9%D9%88%D8%A7-%D9%87%D8%B0%D9%87-%D8%A7%D9%84%D8%AC%D8%AB%D8%A7%D9%85%D9%8A%D9%86

## الجوائز
- 2005: جائزة القصة القصيرة بالقاهرة.
- 2007: جائزة الكومار الذهبي للرواية التونسية بالعربية عن رواية المشرط .
- 2009: من بين أفضل 39 كاتبا عربيا تحت ال40 سنة من قبل مشروع بيروت 39 في إطار عاصمة الكتاب العالمية.
- 2015: جائزة أكاديميا من قبل جامعة منوبة لأفضل برنامج ثقافي بالتلفزيونات التونسية عن برنامجه «بيت الخيال» على الوطنية 1.[14]
- 2018: جائزة ابن بطوطة لأدب الرحلة.[15]

## روابط خارجية
- المدونة الشخصية لكمال الرياحي.
- موقع بيت الخيال، صالون ثقافي لكمال الرياحي.
- كمال الرياحي على موقع بيروت39.